# József Engel

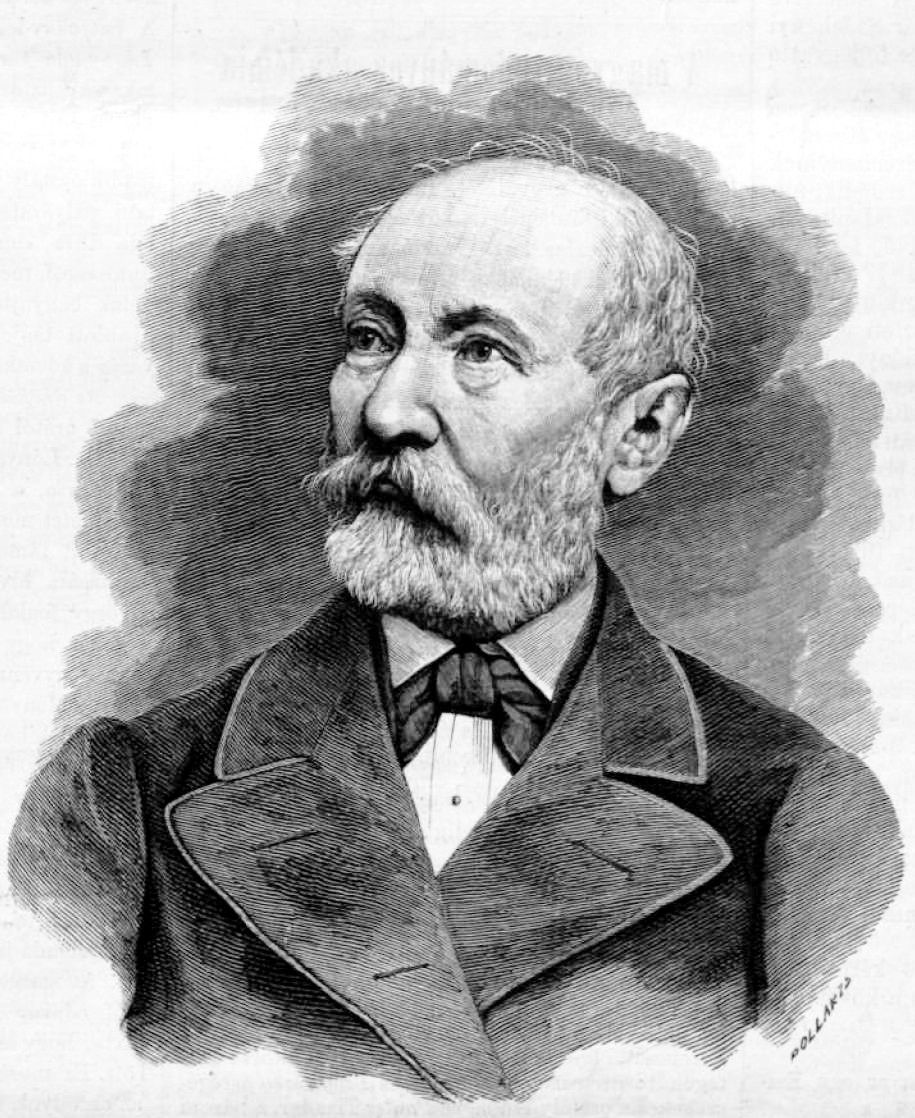
József Engel 1880.

József Engel, född den 26 oktober 1815 i Neustadt am Zeltberg, död den 30 maj 1901 i Budapest, var en ungersk bildhuggare.
Engel förfärdigade träsniderier, som väckte uppseende i Pressburg och 1832 gav honom anledning att besöka akademien i Wien, där han erhöll flera priser. År 1836 for han till London och 1847 till Rom, där han för prins Alberts räkning i marmor utförde modellen till en amasongrupp (i slottet på ön Wight). Bland hans övriga verk bör nämnas: en Akillesgrupp, en fången Amor, och i synnerhet det år 1880 i Budapest avhöljda monumentet över greve Széchényi.